# Hendrik Gerhardus Luttig
Hendrik Gerhardus Luttig (* 26. Oktober 1907 in Wepener; † im 20. Jahrhundert) war ein südafrikanischer Politiker und Botschafter.

## Leben
H. G. Luttig war der Sohn von Susanna und David Luttig.
Er besuchte die Wepner High School, die Grey University in Bloemfontein und wurde Master der Rechtswissenschaft.
Er heiratete 1940 Marie van Castricum, sie hatten eine Tochter und einen Sohn.
Von 1949 bis 1965 saß er für den Wahlkreis Mayfair im Parlament.
Wurde Ende Juli 1972 in den Ruhestand versetzt und wurde Direktor der Mitchell Cotts Ltd., Cadbury-Schweppes (SA) Ltd., and Plessey South Africa Ltd.

## Veröffentlichungen
- The religious System and social Organization of the Herero, a study in Bantu culture. Utrecht: Kemink. 1933. 121 S. 8°
- Die Naturelle politiek van die soewereiniteit, Ongepubliseerde MA- verhandeling, Universiteit van Suid-Afrika, 1930.

| Vorgänger                   | Amt                                                | Nachfolger                                 |
| --------------------------- | -------------------------------------------------- | ------------------------------------------ |
| 1957–1961: Donald Bell Sole | Südafrikanischer Botschafter in Wien 1965–1967     | Juni 1967–1969: Johann Petrus van der Spuy |
| Carel de Wet                | Südafrikanischer Hochkommissar in London 1967–1972 | Carel de Wet                               |